# Arnis Vecvagars
Arnis Vecvagars, né le 12 avril 1974, à Riga, en République socialiste soviétique de Lettonie, est un joueur et entraîneur letton de basket-ball. Il évolue durant sa carrière au poste d'ailier.

## Palmarès
- Champion de Lettonie 2003, 2004, 2005, 2007